# Левінська
Леві́нська (рос. Левинская) — присілок у складі Шабалінського району Кіровської області, Росія. Входить до складу Ленінського міського поселення.
Населення становить 15 осіб (2010, 14 у 2002).
Національний склад станом на 2002 рік — росіяни 100 %.